# 妙蓮寺 (鎌ケ谷市)
妙蓮寺（みょうれんじ）は、千葉県鎌ケ谷市東道野辺にある日蓮宗の寺院。

## 歴史
身延山久遠寺3世・日進によって、宗祖日蓮の母・梅菊（妙蓮尼）の出生地に建てられた寺と伝わる。
日蓮宗宗務院刊行の『日蓮宗事典』に載せる梅菊の出自に関する諸説の内に、下総国葛飾郡道野辺の生まれで、父は大野吉清（清原姓）、母は道野辺右京の娘（平姓）とする説がある。同説による関係者の系図は以下の通り。
|
|            |            |            |            |            |            |  |  | 大野吉清 | 大野吉清 | 大野吉清 | 大野吉清 | 大野吉清 | 大野吉清 |  |  | 大野政清（右京） | 大野政清（右京） | 大野政清（右京） | 大野政清（右京） | 大野政清（右京） | 大野政清（右京） |  |  | 曾谷教信 | 曾谷教信 | 曾谷教信 | 曾谷教信 | 曾谷教信 | 曾谷教信 |  |  | 日進 | 日進 | 日進 | 日進 | 日進 | 日進 |
|            |            |            |            |            |            |  |  | 大野吉清 | 大野吉清 | 大野吉清 | 大野吉清 | 大野吉清 | 大野吉清 |  |  | 大野政清（右京） | 大野政清（右京） | 大野政清（右京） | 大野政清（右京） | 大野政清（右京） | 大野政清（右京） |  |  | 曾谷教信 | 曾谷教信 | 曾谷教信 | 曾谷教信 | 曾谷教信 | 曾谷教信 |  |  | 日進 | 日進 | 日進 | 日進 | 日進 | 日進 |
|            |            |            |            |            |            |  |  |          |          |          |          |          |          |  |  | 梅菊（妙蓮尼）   |                  |                  |                  |                  |                  |  |  |          |          |          |          |          |          |  |  |      |      |      |      |      |      |
|            |            |            |            |            |            |  |  |          |          |          |          |          |          |  |  |                  |                  |                  |                  |                  |                  |  |  |          |          |          |          |          |          |  |  |      |      |      |      |      |      |
| 道野辺右京 | 道野辺右京 | 道野辺右京 | 道野辺右京 | 道野辺右京 | 道野辺右京 |  |  | 女子     | 女子     | 女子     | 女子     | 女子     | 女子     |  |  |                  |                  |                  |                  |                  |                  |  |  | 日蓮     | 日蓮     | 日蓮     | 日蓮     | 日蓮     | 日蓮     |  |  |      |      |      |      |      |      |
| 道野辺右京 | 道野辺右京 | 道野辺右京 | 道野辺右京 | 道野辺右京 | 道野辺右京 |  |  | 女子     | 女子     | 女子     | 女子     | 女子     | 女子     |  |  |                  |                  |                  |                  |                  |                  |  |  | 日蓮     | 日蓮     | 日蓮     | 日蓮     | 日蓮     | 日蓮     |  |  |      |      |      |      |      |      |
|            |            |            |            |            |            |  |  |          |          |          |          |          |          |  |  | 貫名重忠         |                  |                  |                  |                  |                  |  |  |          |          |          |          |          |          |  |  |      |      |      |      |      |      |

文政8年（1829年）8月に妙蓮寺から本寺の法華経寺に提出した文書「寺起立草創」では、梅菊の兄・大野政清（右京）の屋敷地に日進が仏堂を建立したのが起こりであるとしている。
明治12年（1879年）頃に千葉県が作成した『寺院明細帳』に記載された由緒では、弘安6年3月28日（1283年4月27日）に日進によって開かれたとし、その他は詳らかでないとしている。
明治37年（1904年）7月に当時の妙蓮寺住職・日窯が口伝を書きまとめた「妙蓮尊尼乃誕生地由来」では、日蓮が母の生地である道野辺の大野家を訪れ、屋敷の庭先で三日三晩説法した後、家の御守である釈迦如来像に開眼供養を施し、伯父の大野政清（右京）が釈迦堂を建ててこれを安置したという。その後、弘安5年（1282年）3月に日進が道野辺に来て同地に寺を創設し、梅菊の法名・妙蓮にちなんで妙蓮寺と称するようになったとしている。
また地元の伝承では、梅菊は道野辺の大野家の娘で、大野家に身を寄せていた貫名次郎重忠に見初められて夫婦となり（重忠と梅菊はとある老僧の紹介で夫婦となったとする話の型もある）安房小湊へ行って日蓮を産んだとする。日蓮は諸国遊学の際に道野辺に立ち寄って母の生家を訪れ、弘安2年（1279年）に同地に日進が妙蓮寺を建てたとされている。
明治7年（1874年）から明治36年（1903年）まで、小学校（道野辺簡易科学校→法典小学校道野辺分校→中野尋常小学校。現：鎌ケ谷市立南部小学校）の校舎として使用された。

## 伝承等
日蓮の伯父・大野政清は鈴木右京と名を改め、その家系は道野辺の旧家として続き、上記の文政年間の「寺起立草創」にも当主の鈴木五右衛門が檀頭として署名している。鈴木右京家はその後さらに名字を右京に改めている。この「右京」が右京塚の地名の由来で、言い伝えによれば右京塚神社の場所にかつて存在した三つの経塚の一つには日蓮の胞衣が納められていたという。
境内にはかつて「墨染の桜」と呼ばれた古木があった。伝承によれば昔妙蓮寺が火災に遭った際に（「妙蓮尊尼乃誕生地由来」では応永34年（1427年）7月とする）、本尊の釈迦如来像がこの木の上に飛び移って光を放ったという。像は少し焦げただけで済んだが翌年からこの桜の木が黒っぽい花をつけるようになったことから、以後「墨染の桜」と呼ばれるようになったといい、「妙蓮寺の墨染めさくらを見申せば、一乃枝は身延になびき、二乃枝安房の小湊へ、三乃枝は道野辺繁昌とみな開く」と里謡に歌われるようになったという。

## 交通アクセス
- 東武野田線鎌ヶ谷駅より徒歩10分